# Monnaie gauloise
Pour les articles homonymes, voir Monnaie (homonymie).

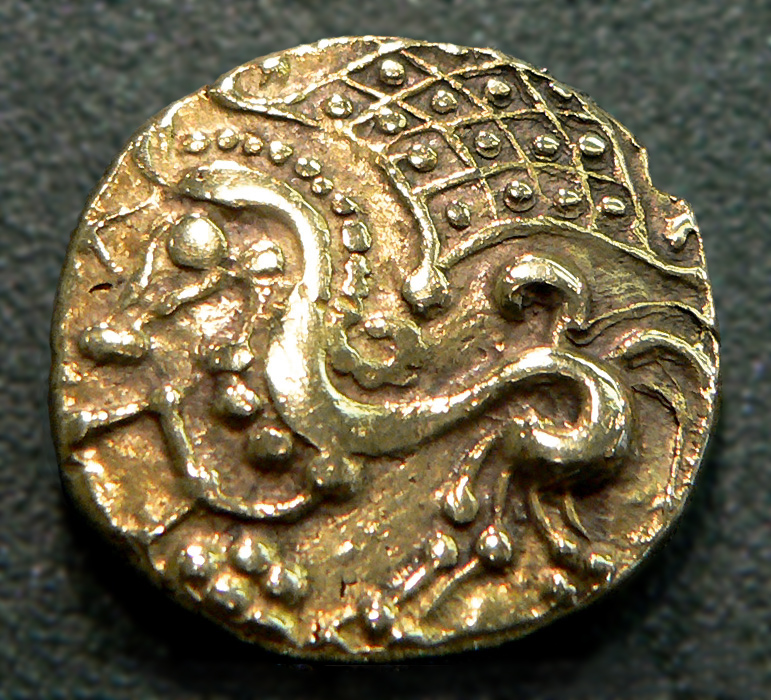
Statère des Parisii, classe I : la figuration gauloise agit par degrés, la dislocation du cheval classique, parvenue en dernier lieu à la frénésie des formes — Georges Bataille, 1929.

Les monnaies gauloises caractérisent une production monétaire spécifique aux peuples Celtes continentaux allant du IVe au Ier siècle av. J.-C., et qui tend à disparaître avec l'établissement de l'Empire romain et dans les premières années du règne de Tibère.
Les Celtes continentaux, dont on ignore s'ils se nommaient en tant que nation unie et surtout sous quel nom, sont appelés par Jules César les peuples des Gaules, dont il distingue dans ses Commentaires sur la guerre des Gaules, plusieurs régions spécifiques : avant les vagues de conquêtes menées du temps de la République romaine, leurs territoires couvraient les actuelles Belgique, Luxembourg, France, Suisse, ainsi qu'une petite partie de terres situées en Allemagne et au nord de l'Italie.
Bien que courant sur quatre siècles, ces monnaies sont considérées comme relativement rares. L'étude de ces productions est récente : émergeant à la fin du XIXe siècle, elle bénéficie pour ce qui est de la Belgique, de la France et de la Suisse, des travaux de chercheurs comme Henri de La Tour, Adrien Blanchet, et, depuis 1950, de Jean-Baptiste Colbert de Beaulieu, Louis-Pol Delestrée et Marcel Tache, dont les publications sont encore à la base des recherches au début du XXIe siècle.
Les monnaies produites par les peuples celtiques insulaires, comme les Brittons, bien que présentant parfois des similitudes pour certains types, appartiennent à un autre champ de la numismatique antique.

## Des monnaies et des peuples
Chaque peuple gaulois — il en existait une soixantaine — était indépendant du point de vue du monnayage, certains plus productifs que d'autres, mais il y a tout lieu de supposer que les pièces en métaux précieux circulaient entre peuples voisins.
La monnaie sous forme de pièces fait son apparition en Gaule au VIe siècle av. J.-C. par le biais de la colonie grecque, issue de Phocée et qui s'était établie sur le site de l'actuelle ville de Marseille : La Massalia phocéenne y frappe entre autres des oboles et des drachmes. Deux autres sites grecs plus ou moins contemporains sont connus : à Agde, la colonie d'Agathé Tyché, et à Béziers,.
Rien n'interdit de penser qu'avant que ne se répande l'usage de la pièce de monnaie, ces peuples n'utilisaient pas d'autres formes d'objets pour leurs échanges : la problématique a été soulevée par  La Tour et Blanchet, et ne semble pas tranchée.
Progressivement, l'usage de la monnaie se répand parmi les peuples limitrophes situés en vallée du Rhône. La monnaie typiquement gauloise fait son apparition au IVe siècle av. J.-C. et se développe sous l'influence du commerce et de mercenariat celte avec les Grecs, le dessin de ces monnaies copiant celui des Grecs, notamment la monnaie macédonienne sous Philippe II de Macédoine et son fils Alexandre le Grand.
Les modes de production sont la frappe au marteau et le moulage.
Au IIe siècle av. J.-C., le monnayage connaît un fort développement, et les peuples ayant des mines d'or, comme les Arvernes, frappent des statères qui sont aussi un moyen d'affirmer leur souveraineté et leur puissance. Au Ier siècle av. J.-C., les Parisii produisent leurs statères d'or au cheval.

## Caractéristiques particulières des monnaies gauloises

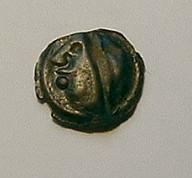
Potin dit « à la grosse tête », avers, monnaie trouvée à Étrelles-et-la-Montbleuse.

Le principal problème qui se pose aux chercheurs est l'absence sur la grande majorité de ces monnaies d'inscriptions ou de caractères de type alphanumérique.
Les monnaies des divers peuples révèlent des styles et types très différents, des « plus rustiques » aux plus élaborés, selon Henri de La Tour qui dès 1892 publie un ouvrage à l'époque considéré comme assez complet sur cette question. L'ensemble de ces types de monnaie se rattache bien à une culture spécifique, l'art celte. Les représentations ornant ses monnaies comprennent des animaux, des formes anthropomorphiques stylisées, des figures géométriques. Les métaux employés sont l'or, l'argent, le cuivre, l'électrum, et un alliage appelé potin. La forme dominante est le coin circulaire, mais on trouve par exemple des « globules à la croix » ou billes moulées en or, et d'autres artefacts comme de petites roues en bronze cerclée et évidée.
Certaines monnaies sont clairement inspirées des monnaies les plus répandues ou circulantes de l'Antiquité occidentale comme par exemple le statère d'or de Philippe II de Macédoine : les mercenaires gaulois en rapportaient avec eux et ils ont servi de source d'inspiration pendant des décennies. Les monnaies copiées ou inspirées de ces statères reprennent alors le profil de Philippe et le quadrige d'origine, dont la stylisation va évoluer au fil du temps. Les mentions originelles que comportaient ces monnaies gréco-macédoniennes, sans doute incomprises par les graveurs celtes, évoluent, se transforment parfois en motifs géométriques, et souvent, finissent par disparaître.
Parmi les productions les plus précoces et comportant des mentions alphabétiques, on distingue des monnaies d'argent de la moyenne vallée du Rhône : ces séries ont été étudiées par André Deroc, qui divise la production en quatre groupes, dont une grande partie est due à des frappes Allobroges :
- monnaies gauloises au buste avec IALIKOVESI (Type I)
- monnaies gauloises en argent, du type "monnaies au cavalier" (Type IV)
- monnaies allobroges à l'hippocampe
- monnaies allobroges au bouquetin
- monnaies au cheval galopant Cavare (anépigraphes ou à légende IAZUS et VOL)

Les productions monétaires des Rèmes, constituent également une exception : peuple allié de Rome, et notablement latinisé, leurs monnaies comportent des inscriptions au revers en relation avec les motifs estampés, comme par exemple sur le statère de Vercingétorix.

## Types de monnaies gauloises par peuples

### Monnaies desAllobroges( région du Dauphiné)

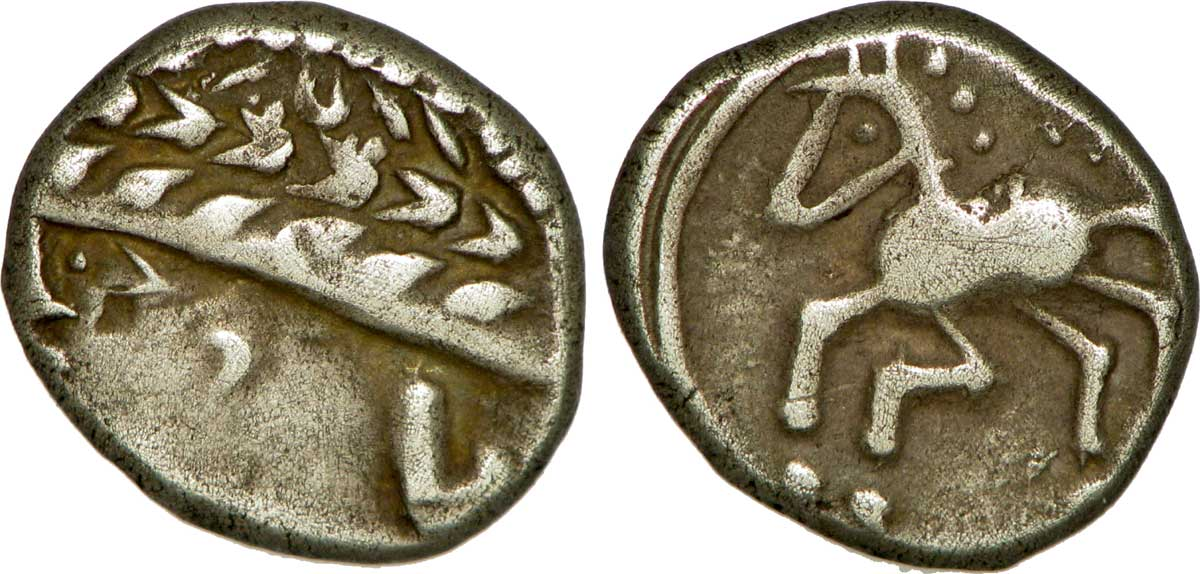
Denier d'argent au type du caducée (avers) et au cheval galopant (revers), frappe des Allobroges (Dauphiné, Ier siècle av. J.-C.).

### Monnaies desArvernes( Région de Clermont-Ferrand)
La monnaie des Arvennes la plus connue est le statère en or à l'effigie et au nom de Vercingétorix, une trentaine d'exemplaires a été répertoriée à ce jour.

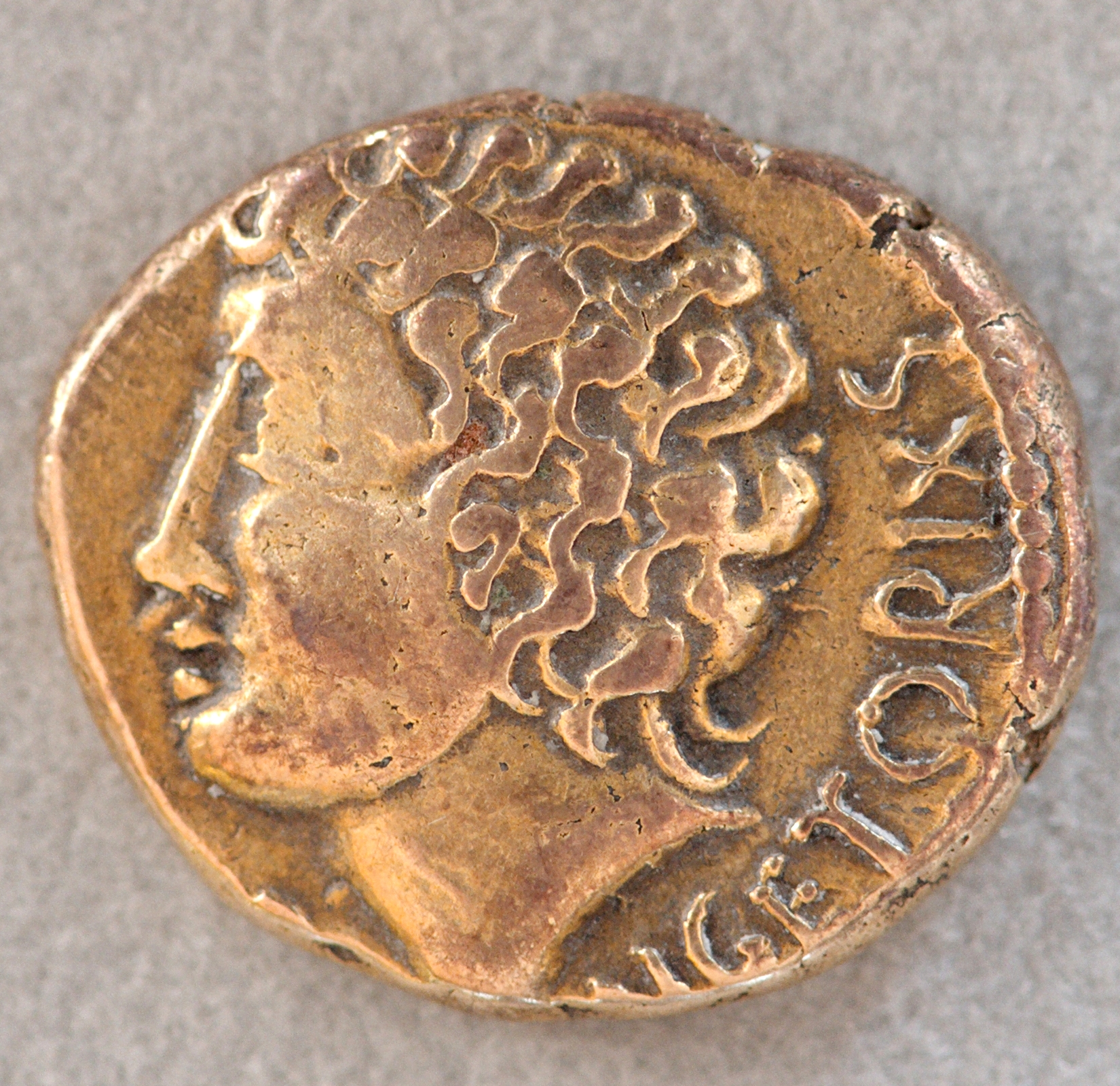
Statère d'or de Vercingétorix, Ier siècle av. J.-C., collections de la BnF.

### Monnaies desBajocassesou Baïocasses ( Région de Bayeux)

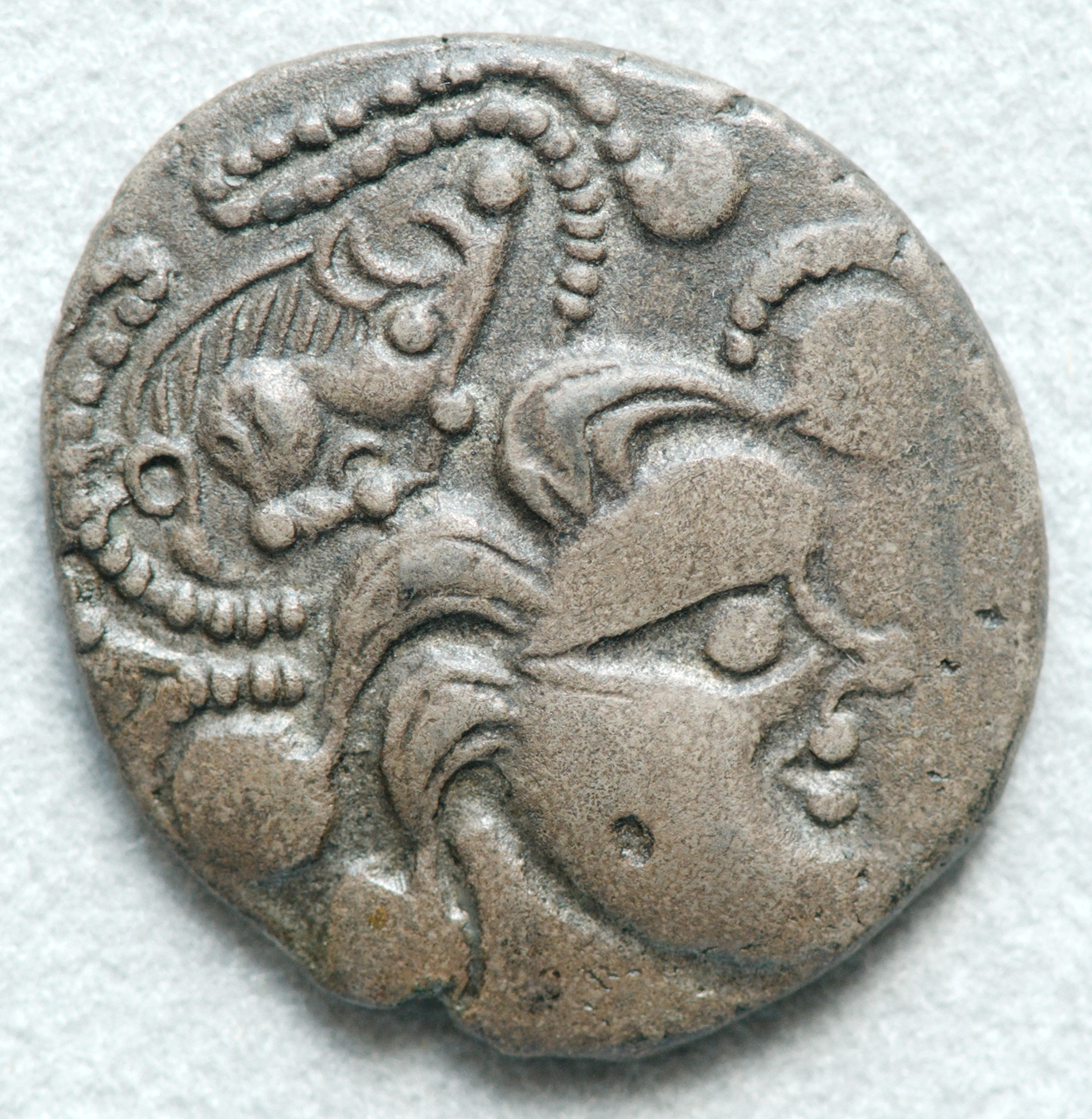
Statère en billon des Bajocasses

### Monnaies desBituriges Cubes( Région de Bourges)
Les monnaies en bronze dites « à la gueule de loup », au revers desquelles se trouve un pégase, constitue l'une des productions bituriges les plus connues des spécialistes. Datée autour du Ier siècle av. J.-C., cette production est attestée sur les sites de Levroux et d'Argentomagus, et se distingue par l'originalité de son iconographie.

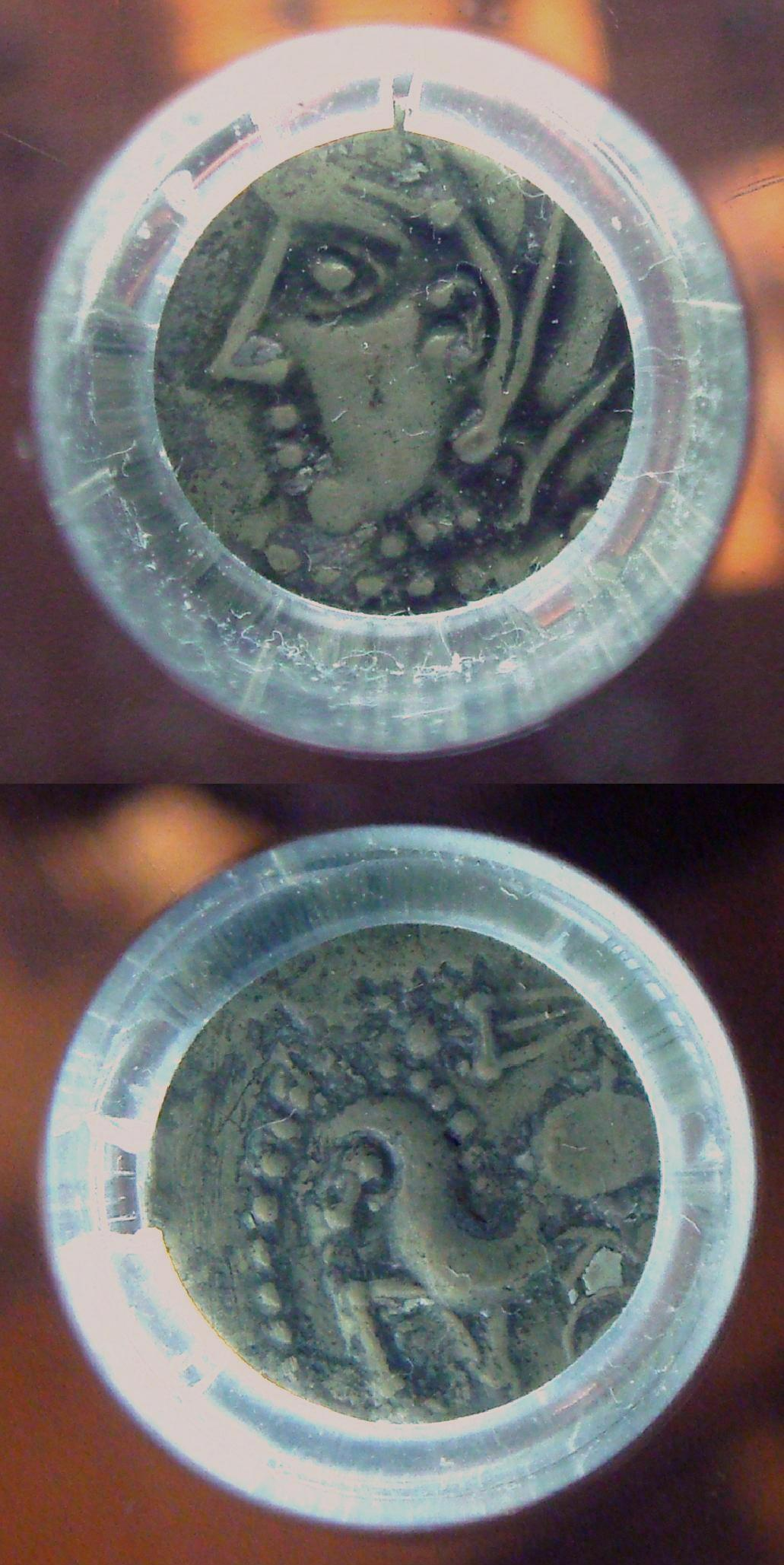
Denier d'argent des Bituriges Cubes

### Monnaies desAulerques Cénomans( Région du Mans)
Peuple de la région du Mans. Faisant partie du groupe Armorique, l'approvisionnement en or est assez abondant dans la région. Ils émettent des statères d'or alliés qui sont bien connus grâce à la découverte en 1997 du trésor des Sablons.

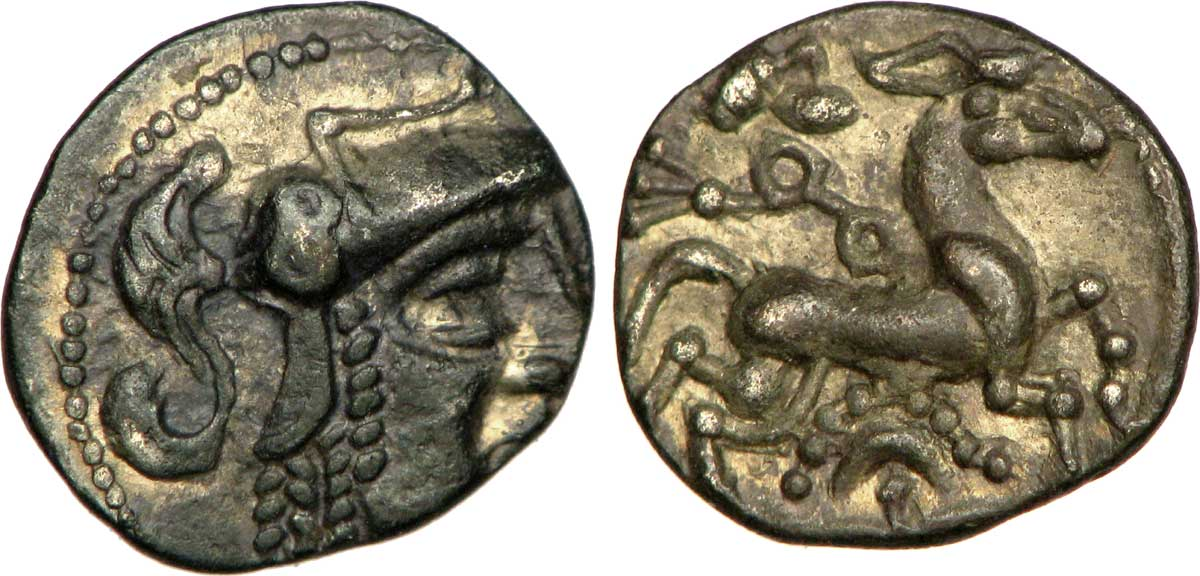
denier d'argent.
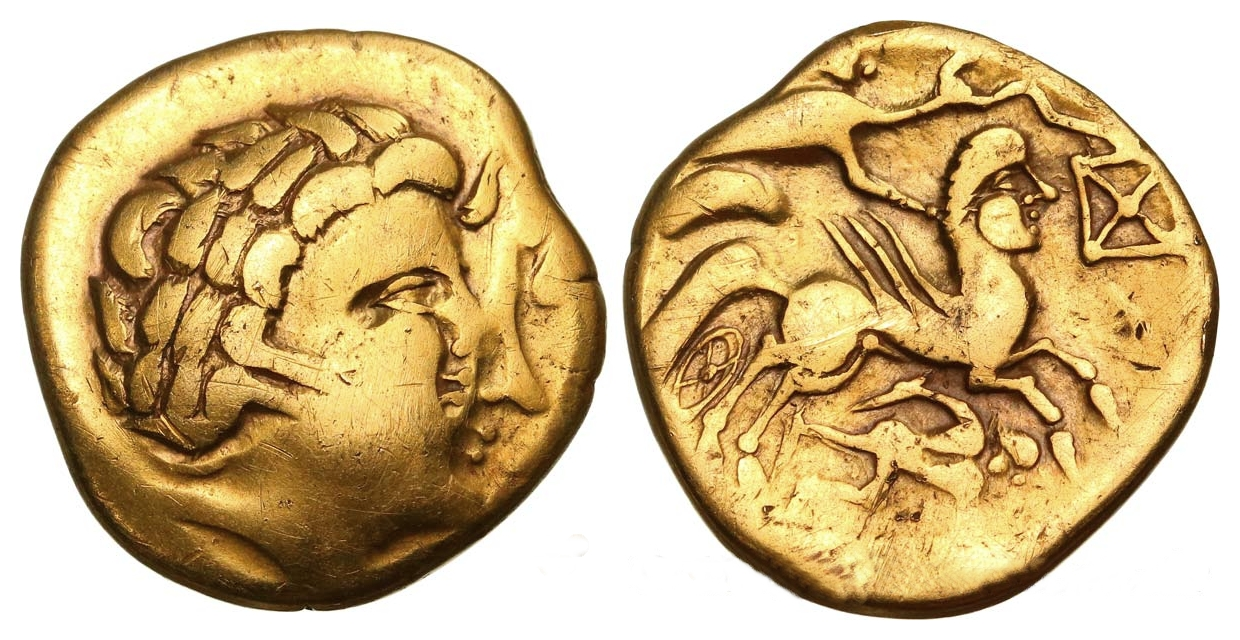
Un statère en or du même type que la majorité des monnaies découvertes aux Sablons.

### Monnaie desCoriosolites( Région de Corseul dans les Côtes d'Armor)
Peuple qui résidait dans le secteur des actuels départements des Côtes-d'Armor et d'Ille-et-Vilaine. Ils ont fourni un grand nombre de monnaies et leur monnayage est bien connu.

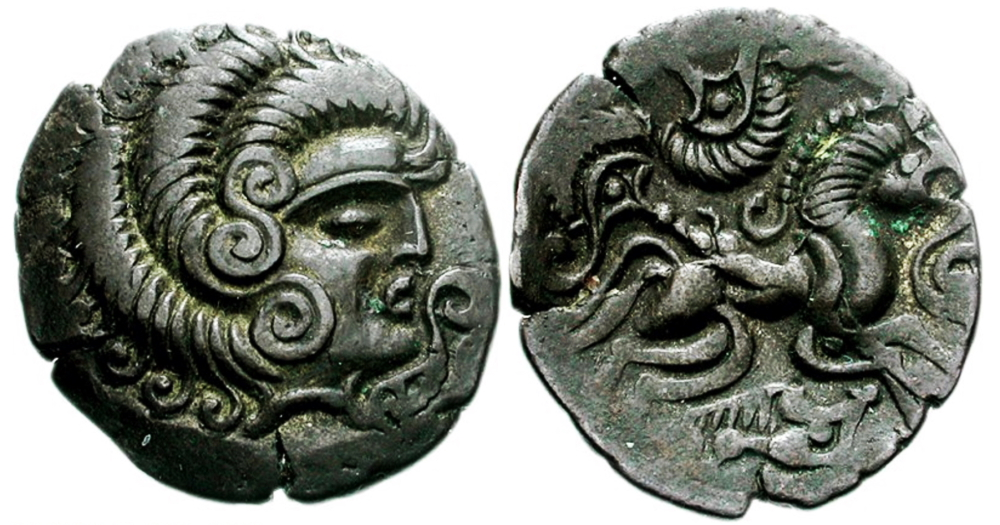
Statère en argent d'un type courant.

### Monnaies desEburovices

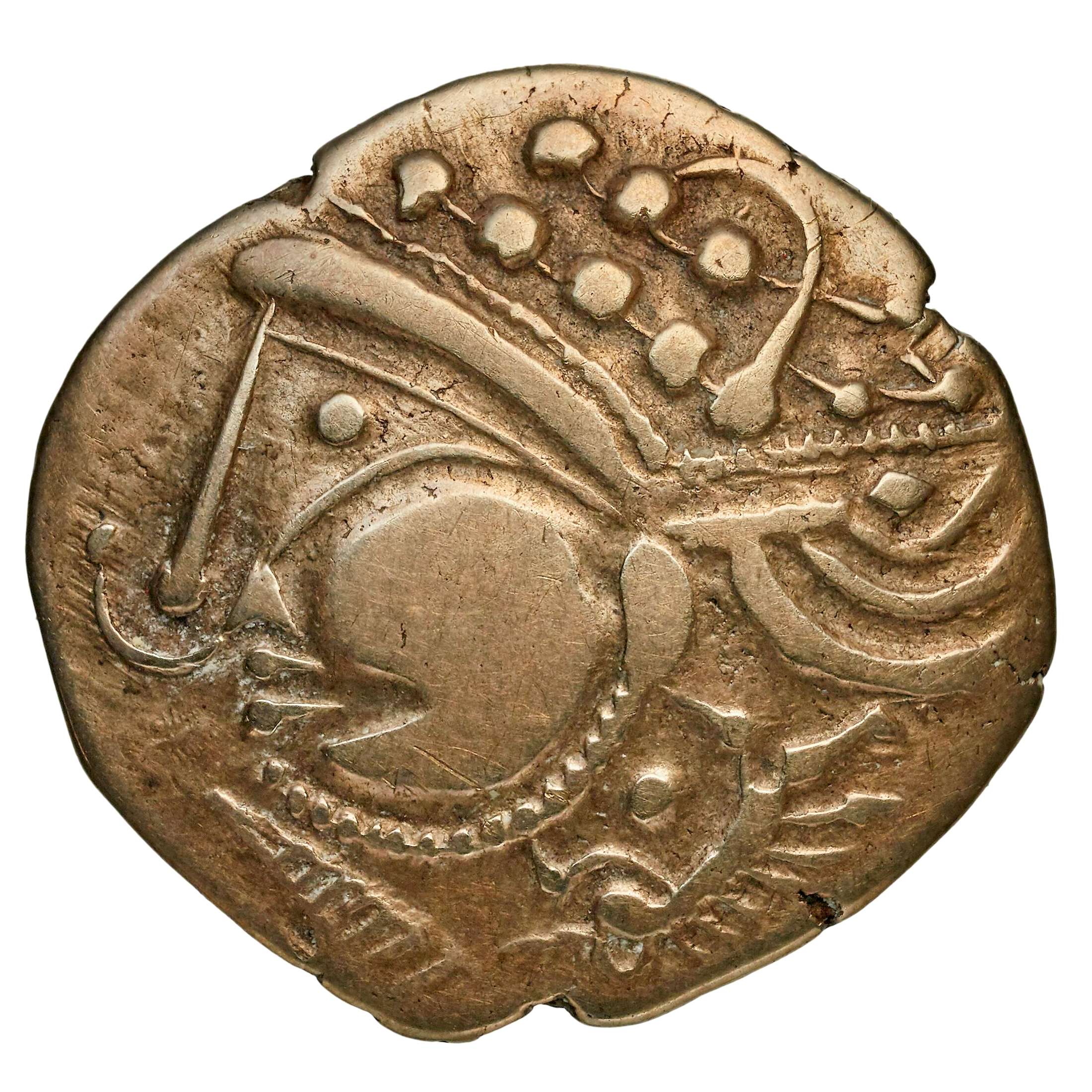
Hémi-statère, avers, BnF.
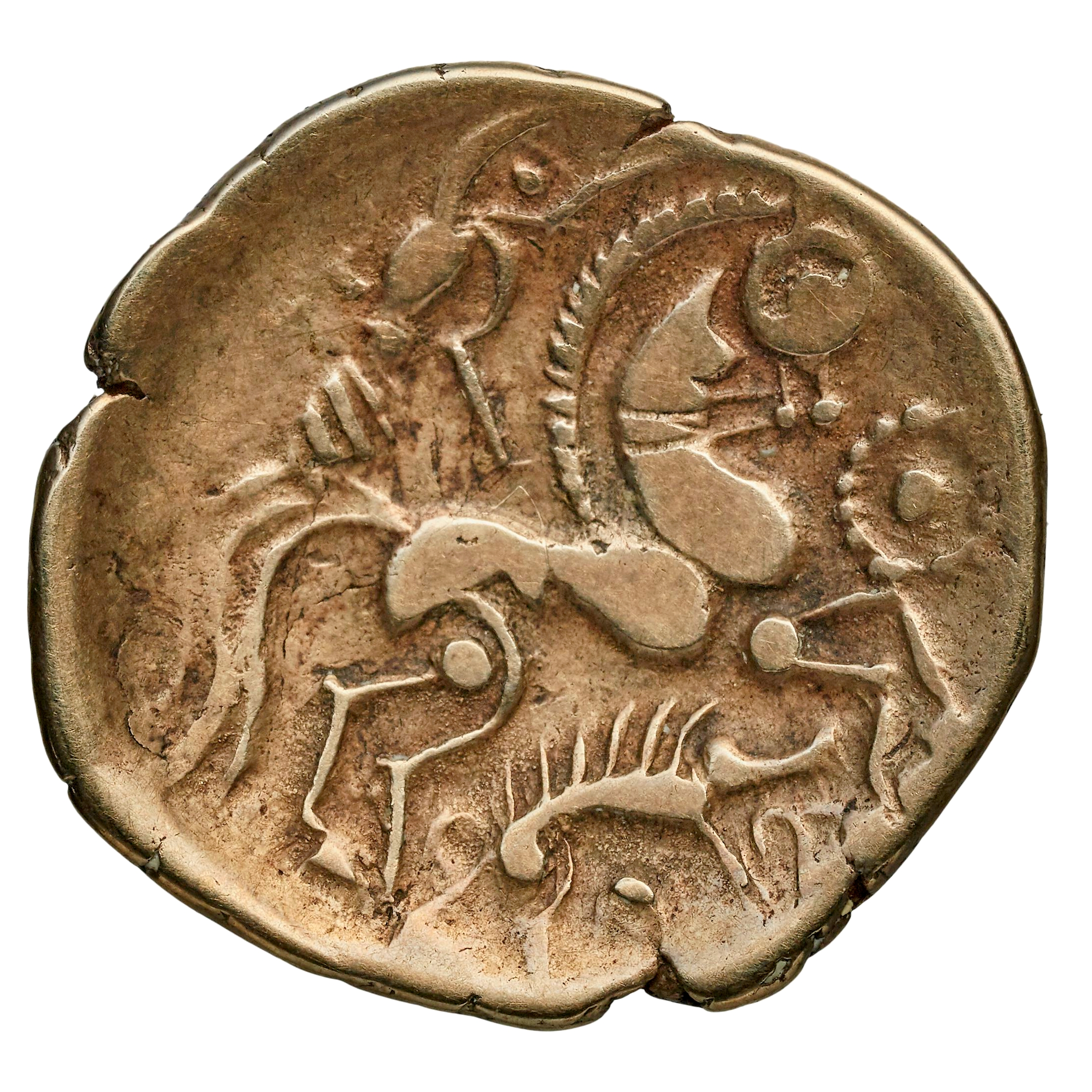
Hémi-statère, revers, BnF.

### Monnaies desParisii( Région de Paris)

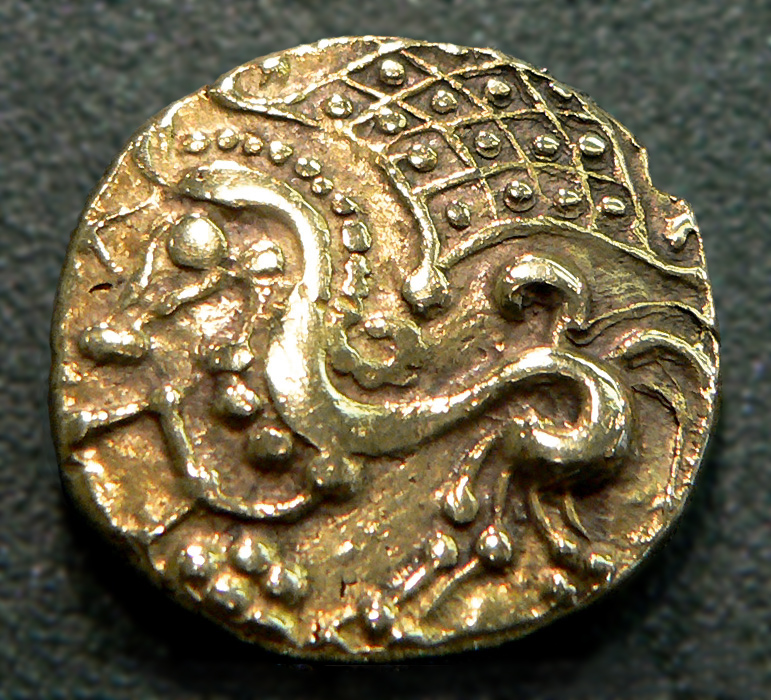
Statère d'or des Parisii, classe I
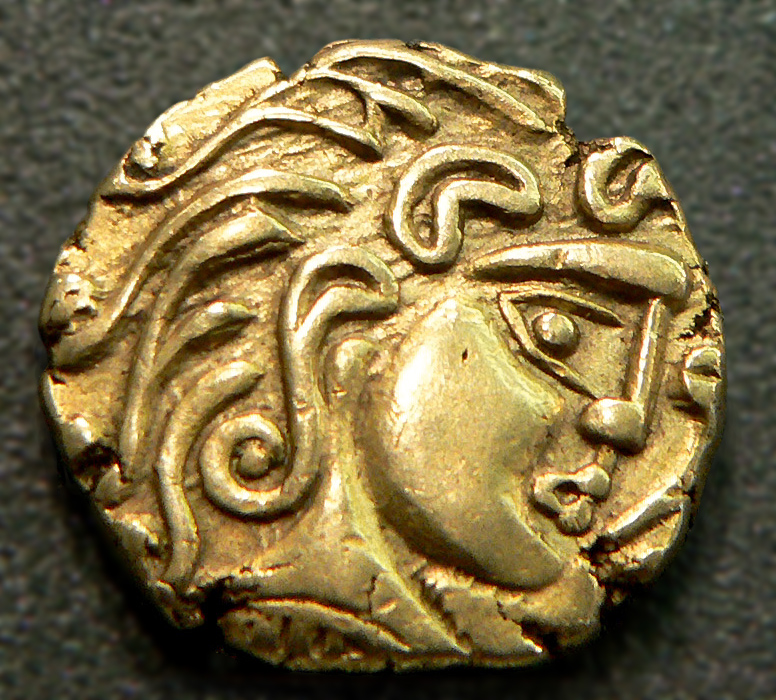
Statère d'or des Parisii, classe II
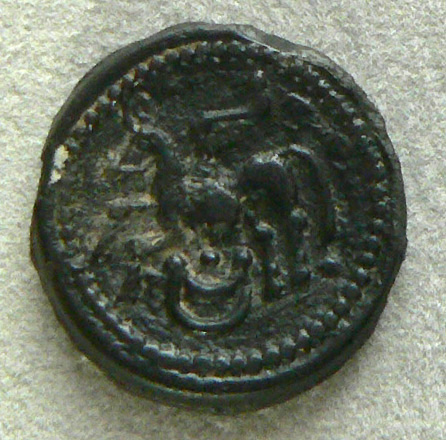
Monnaie des Parisii, BNF

### Monnaies desRiedones(Région de Redon au sud deRennes)

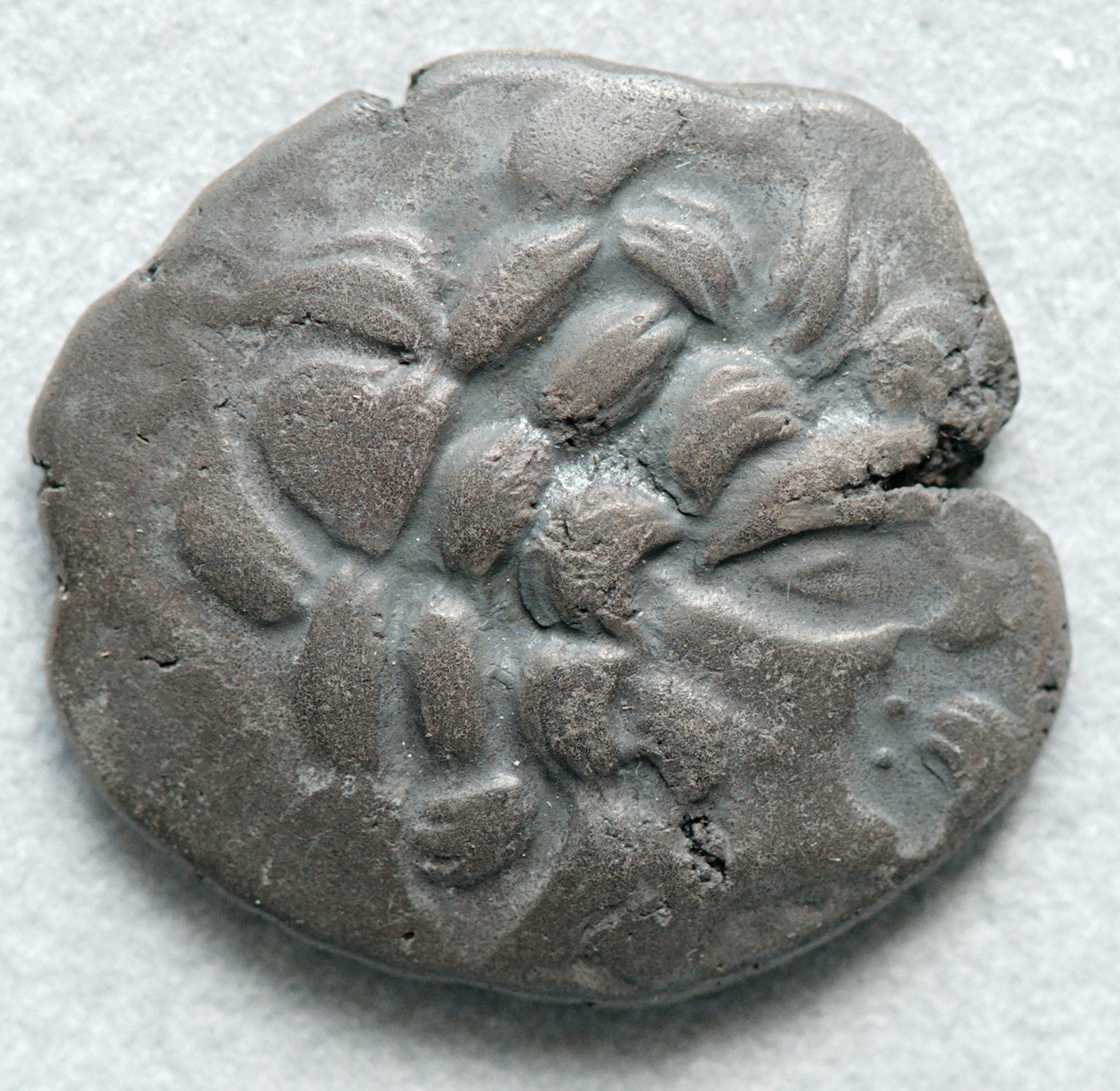
Statère en billon des Riedones
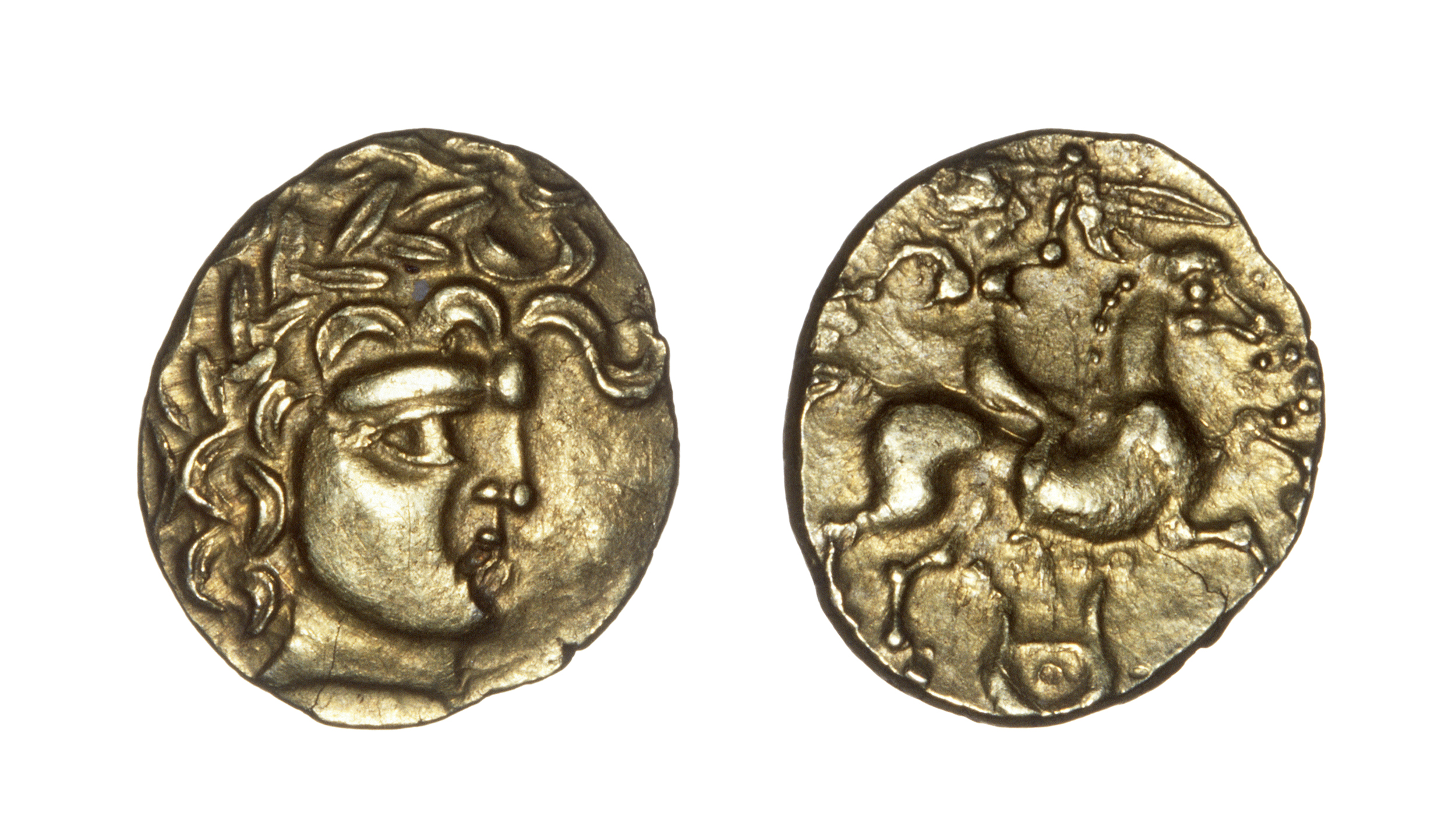
Statère à la cavalière des Riedones, musée de Bretagne.

### Monnaies desSénons( Région de Sens)

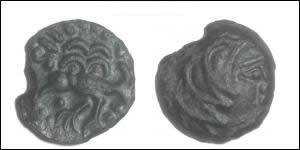
Bronze à l'oiseau SIINV.
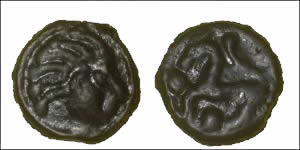
Potin à la tête d'indien.
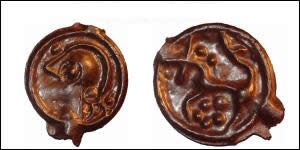
Potin à la tête casqué, au bouquetin et à la rosace.

### Monnaies desSéquanes( Région de Besançon)

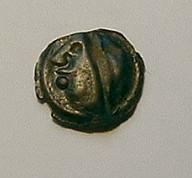
Potin à la grosse tête, attribué aux Séquanes

### Monnaies des peuples gaulois belges

#### Monnaies desAmbiens

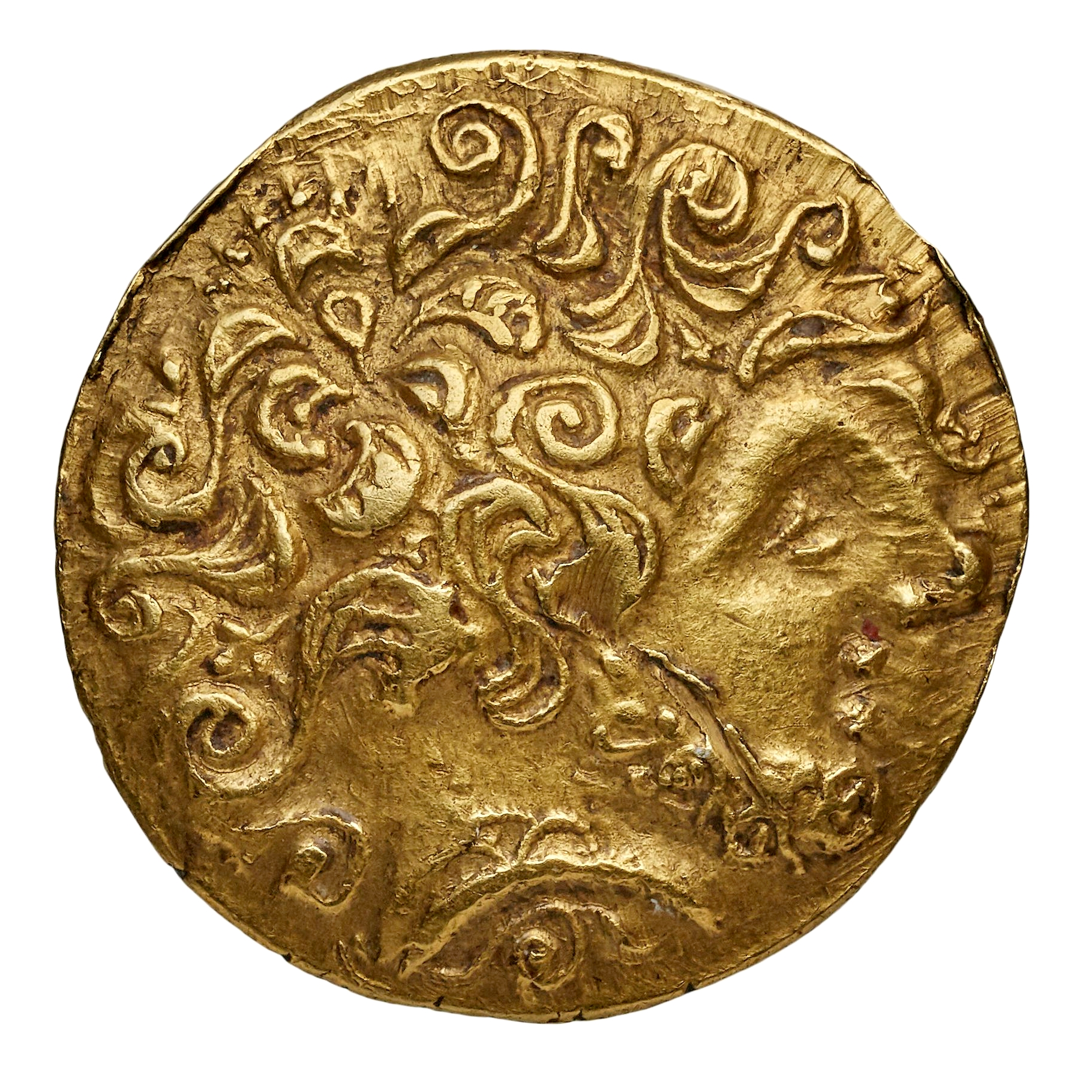
Hémi-statère (avers) des Ambiens, Département des monnaies, médailles et antiques de la Bibliothèque nationale de France.
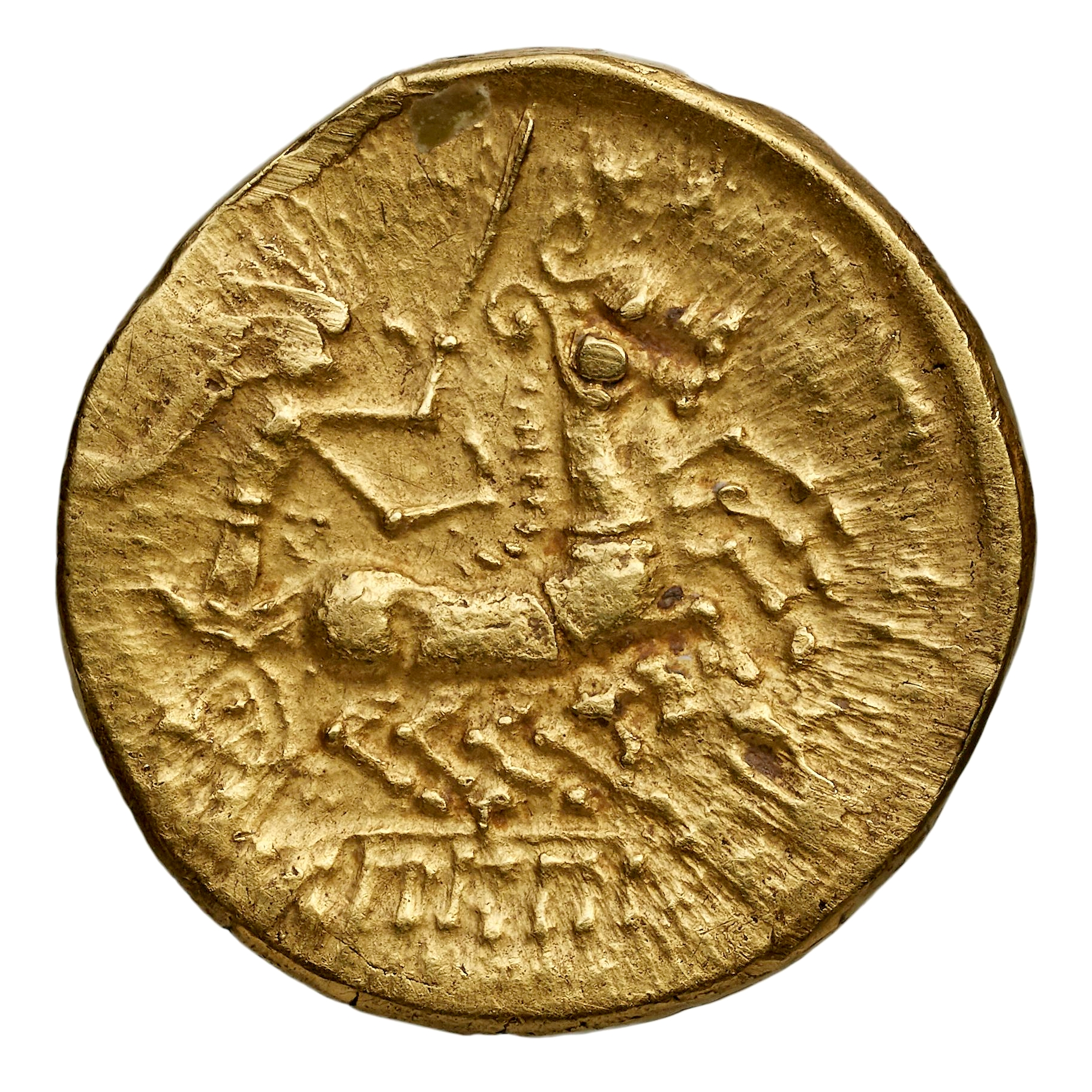
Hémi-statère (revers) des Ambiens, Département des monnaies, médailles et antiques de la Bibliothèque nationale de France.
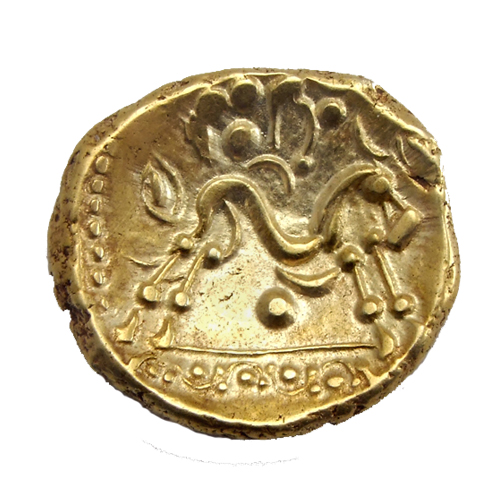
Statère ambien en or avec un cheval "celtisé".
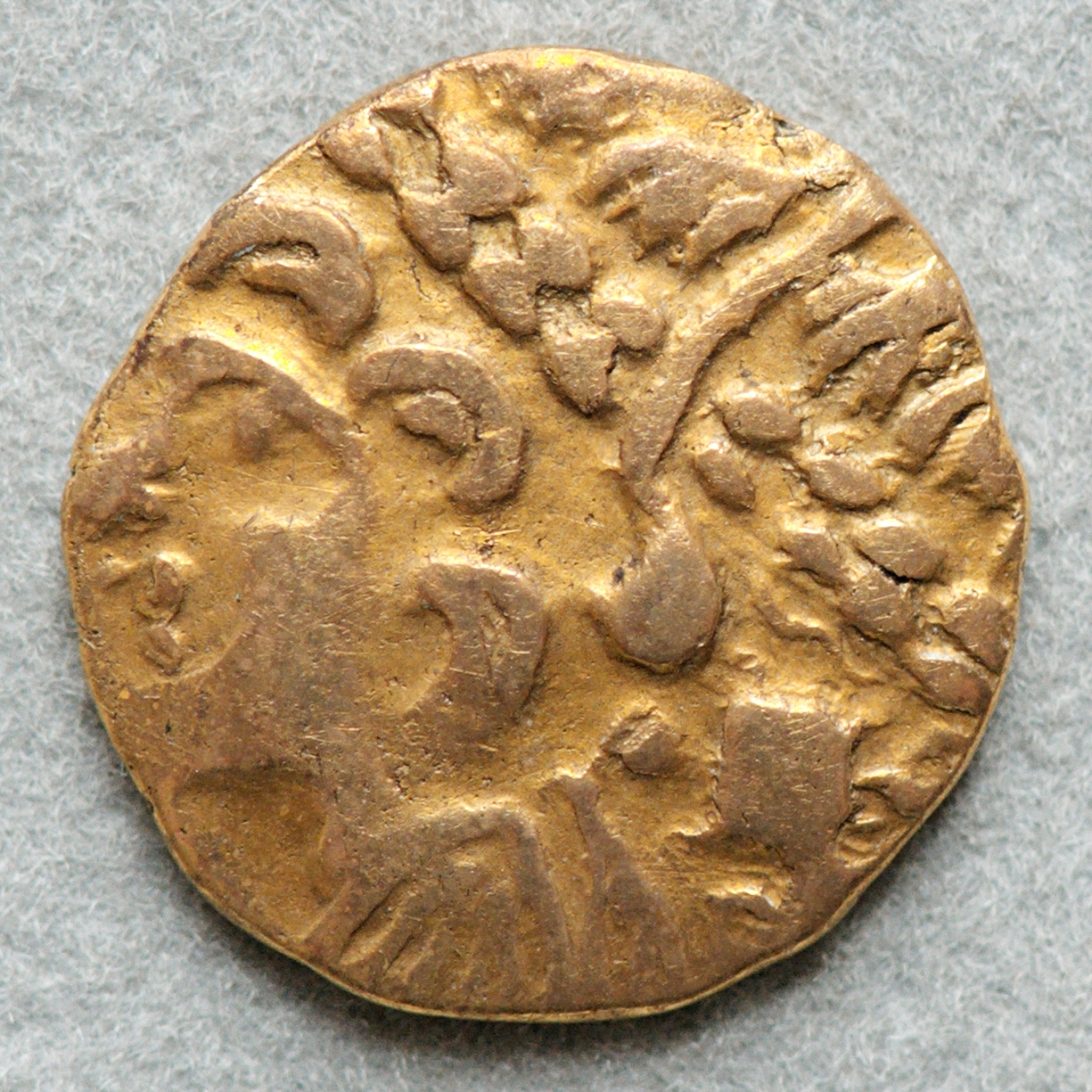
Statère d'or des Ambiens, Cabinet des médailles de la Bibliothèque nationale de France.

#### Monnaies desAtrébates
On connait le quinaire CARMANOS des Atrébates.

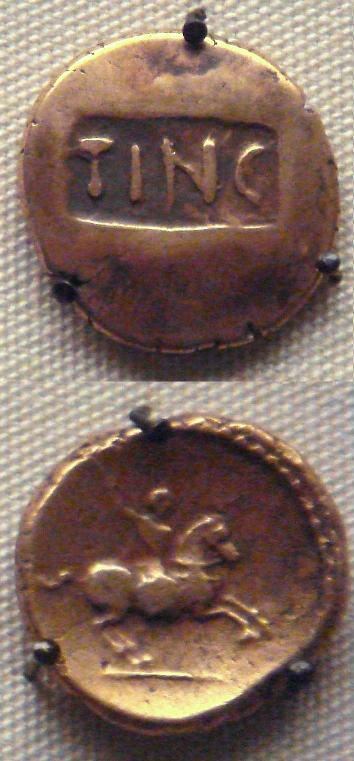
Statère représentant Tincomarus, roi des Atrébates.
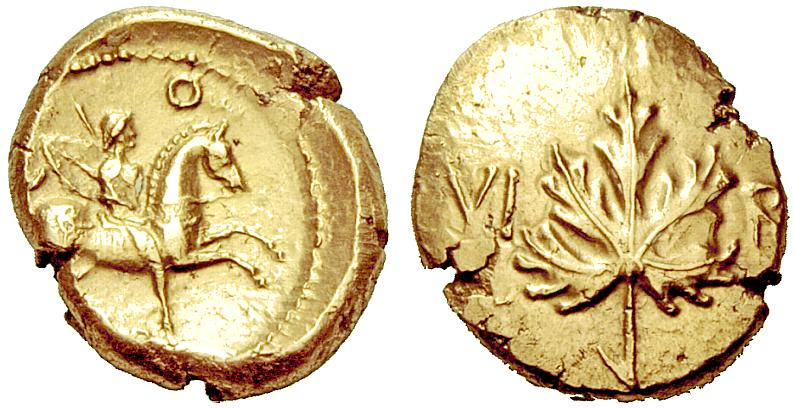
Monnaie des Atrebates Verica.

#### Monnaies desBellovaques

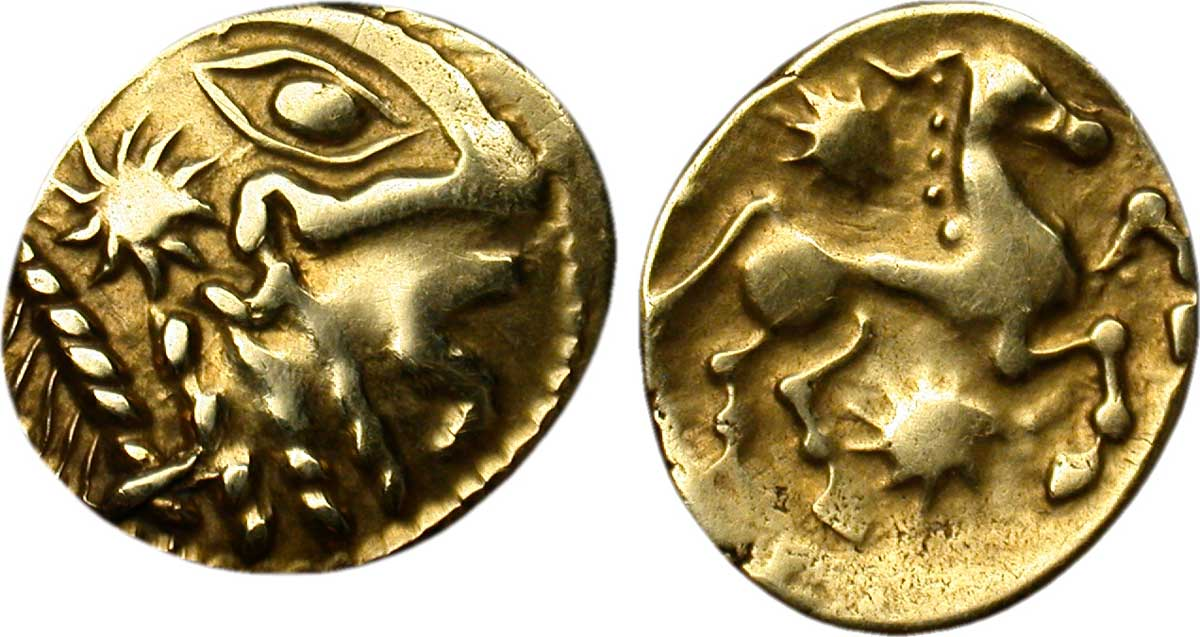
Statère d'or à l'astre, cheval à droite frappé par les Bellovaques c. 80-50 AC.
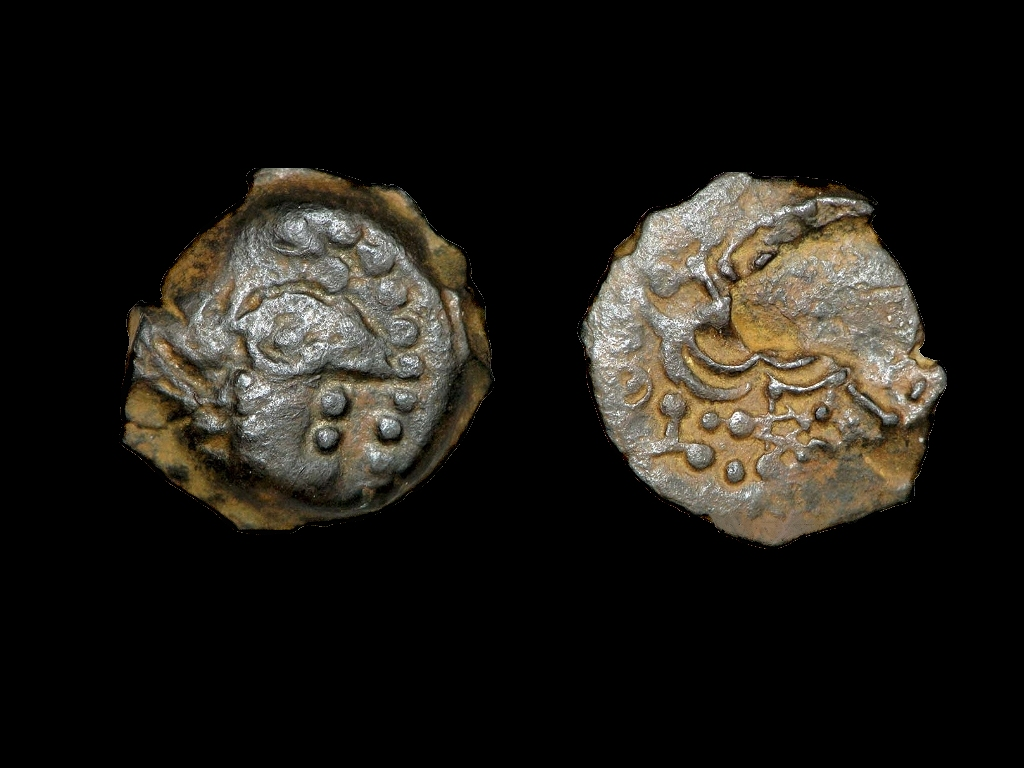
Monnaie de bronze des Bellovaques.

#### Monnaies desÉburons

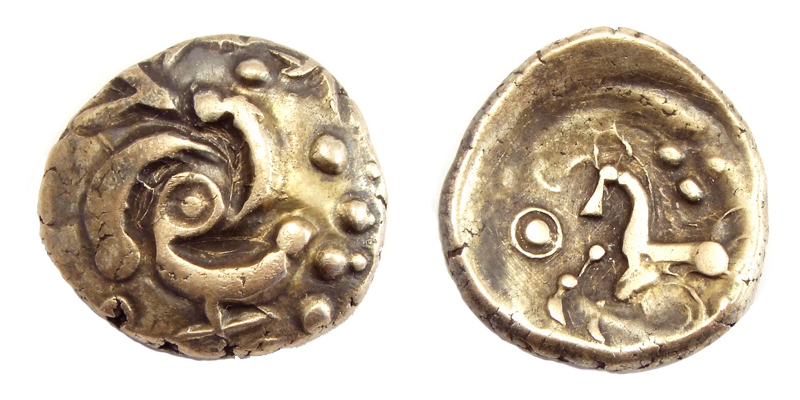
Statère en or des Éburons. Triskele surmonté d'une croisette et au revers, cheval celtisé et roue de char, évocation de l’attelage figurant sur les monnaies de Philippe II de Macédoine.
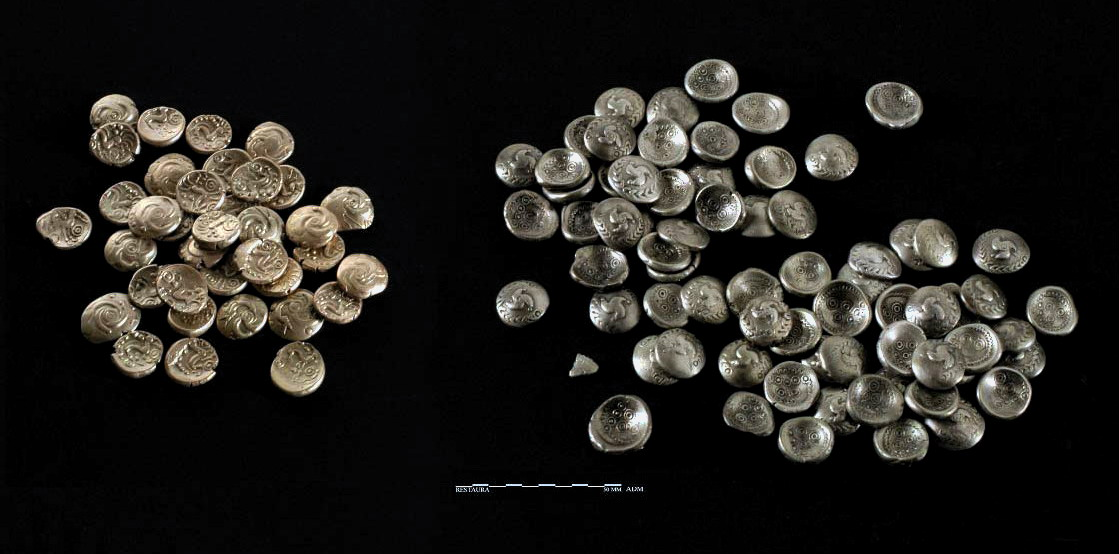
Trésor monétaire d'Amby retrouvé près de Maastricht et probablement caché par les Eburons lors de la conquête romaine.

#### Monnaies desLeuques

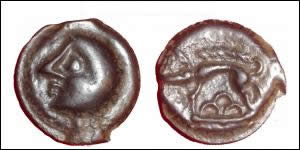
Potin Tête chauve des Leuques.
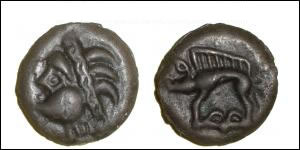
Potin Tête d'indiens Leuque / Trois mèches.
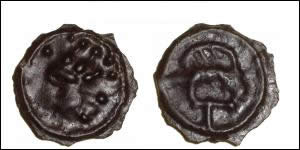
Potin Porte-enseigne des Leuques.

#### Monnaies desMorins
On distingue plusieurs classes de statères.

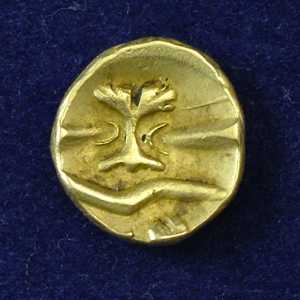
Quart de statère en or des Morins.

#### Monnaies desNerviens
On distingue des statères avec l'inscription "VIROS".

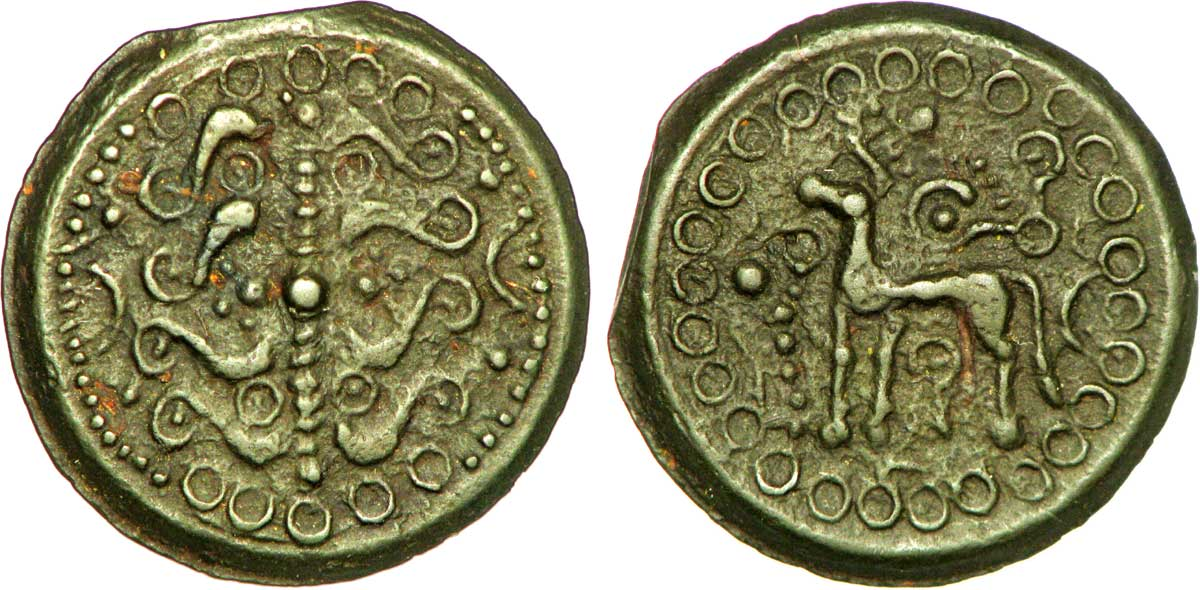
Potin dit “au rameau” frappé par les Nerviens, c. 60-50 AC.

#### Monnaies desRèmes
Les Rèmes ont émis des monnaies de plusieurs natures. Statères et quart de statères en or ou electrum, deniers en argent, bronzes, et potins.
- Statère à l'œil (LT.8799) : anépigraphe.
  - Sur l'avers, on voit un œil triangulaire surmonté de trois globules.
  - Au revers, un cheval est orienté à gauche, surmonté d'un V perlé. Entre ses jambes se trouve un anneau pointé et perlé.

- Quart de statère aux segments de cercle (LT.8030), cette monnaie ne contient pas de légende : **Sur l'avers se trouvent trois segments rectilignes surmontées de globules.
  - Sur le revers se trouve un cheval à droite une virgle partant de la tête. Entre ses jambes figure un astre.

- Denier CALEDV (LT.7177) :
  - avers (CALEDV) : Buste de face et tête chevelue orientée à gauche, un torque au cou, entourée de grènetis
  - revers : Cheval à gauche surmontant une ligne et surmonté d'une esse bouletée. Un anneau pointé entre les pattes.

- Denier ATEVLA/VLATOS (LT.7191):
  - avers (ATEVLA) : Buste ailé de face et tête chevelue tournée à gauche, un torque au cou, entourée de grènetis.
  - revers (VLATOS) : Taureau à droite sur une ligne d'exergue, relevant la tête. Surmonté d'une esse et un pentagramme entre les pattes. Un demi-cercle centré sous la ligne d’exergue, entourée de grènetis.

- Bronze Remo/Remo (LT.8040), cette monnaie assez répandue a coexisté avec les monnaies romaines :Bronze Remo/Remo

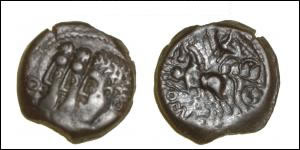
Bronze Remo/Remo

  - avers (REMO) : Trois bustes d'hommes de profil gauche, entouré de grènetis
  - revers (REMO) : Bige à gauche avec un aurige ailé tenant un fouet monté dans le char.

- Bronze Remos/Atisios (LT.8054 et LT.8082) :
  - avers (ATISIOS) : Tête à gauche avec un torque au cou et une fleur à quatre pétales derrière la nuque.
  - revers (REMOS) : Lion à gauche, la queue passant entre les pattes. Des esses situés au-dessus et en dessous, entouré de grènetis.

- Potin au personnage courant (LT.8124), monnaie anépigraphe : Potin au personnage courant

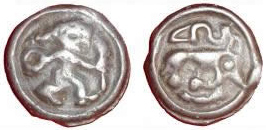
Potin au personnage courant

  - avers : Personnage courant vers la droite tenant un torque et une lance.
  - revers : Animal assimilé à un ours mangeant un serpent surmonté d'une fibule.

- Potin au personnage courant et au cavalier (LT.8124 var), monnaie anépigraphe :
  - avers : Personnage courant vers la droite tenant un torque et une lance.
  - revers : Animal surmonté d'une fibule anthropomorphe.

- Potin au personnage courant et à l'élan (LT.8124 var), monnaie anépigraphe :
  - avers : Personnage courant vers la droite tenant un torque et une lance.
  - revers : Animal assimilé à un élan, surmonté d'une fibule anthropomorphe.

- Potin au bucrane (LT.8351), monnaie anépigraphe :
  - avers : Bucrane entre deux esses, surmonté d'un panache et globule entre les cornes.
  - revers : Animal assimilé à un ours ou éléphant attaquant un serpent.

- Potin au personnage de face (Déesse aux nattes) (LT.8145), monnaie anépigraphe :
  - avers : Personnage avec des nattes, de face, assis en tailleur, un torque dans la main droite, une tresse dans la main gauche. (thème retrouvé dans la sépulture de Vix)
  - revers : Sanglier orienté à droite, un astre entre les pattes et au-dessus de la tête, surmonté d'une fibule.

- Potin à l'ange (LT.8135), monnaie anépigraphe :
  - avers : Tête stylisée à gauche, coiffé de quatre grosses mèches.
  - revers : Personnage marchant à droite, armé d'une lance dans la main droite et d'un bouclier.

## Philatélie
De 1964 à 1977, en France, une pièce de monnaie gauloise a servi pour illustrer une série de timbres pré-oblitérés.

## Pour approfondir